# Roman Hawranke
Roman Hawranke (ur. 15 lipca 1878 w Mlewie) – major piechoty Wojska Polskiego, kawaler Orderu Virtuti Militari.

## Życiorys
Urodził się 15 lipca 1878 w Mlewie, w rodzinie Ottona, nauczyciela, i Emmy z Makowskich. 
Po zakończeniu I wojny światowej, jako były oficer Armii Cesarstwa Niemieckiego został przyjęty do Wojska Polskiego i zatwierdzony w stopniu porucznika. W tym stopniu latem 1919 został mianowany dowódcą I batalionu w formowanym Grudziądzkim Pułku Strzelców. W szeregach przemianowanego 64 pułku piechoty pełnił tę funkcję na froncie w wojnie polsko-bolszewickiej, w tym w walkach nad Berezyną, gdzie 5 czerwca 1920 został ranny, po czym trafił do szpitala. Potem ponownie dowodził I batalionem od 27 lipca do 1 sierpnia 1920, lecz po odnowieniu ran ustąpił. Od 29 października 1920 do końca walk był dowódcą II batalionu.
Po wojnie został awansowany na kapitana piechoty ze starszeństwem z dniem 1 czerwca 1919. do 1923 był p.o. dowódcy II batalionu 64 pułku piechoty w Grudziądzu. Następnie otrzymał awans na majora z dniem 1 lipca 1923 i był etatowym dowódcą II batalionu. Z dniem 1 marca 1927 został mu udzielony dwumiesięczny urlop z zachowaniem uposażenia, a z dniem 30 kwietnia tego roku został przeniesiony w stan spoczynku. W 1928 mieszkał w Grudziądzu. W 1934 jako emerytowany major był przydzielony do Oficerskiej Kadry Okręgowej nr VIII jako oficer przewidziany do użycia w czasie wojny i pozostawał wówczas w ewidencji Powiatowej Komendy Uzupełnień Grudziądz.
Sąd Okręgowy IV Wydział Karny w Grudziądzu na podstawie art. 7 § 1 i 2 dekretu z 28 czerwca 1946 o odpowiedzialności karnej za odstępstwo od narodowości w czasie wojny 1939–1945 i rozporządzenia Rady Ministrów z 19 września 1946 o rozciągnięciu przepisów dekretu z dnia 28 czerwca 1946 o odpowiedzialności karnej za odstępstwo od narodowości w czasie wojny 1939-1945 r. do czynów popełnionych poza obszarem województwa Śląsko-Dąbrowskiego wszczął postępowanie sądowe w sprawie przeciwko Romanowi Hawranke, ur. 16 lipca 1878, synowi Ottona i Emmy, ostatnio zamieszkałemu w Grudziądzu przy ul. Krótkiej 4, oskarżonemu o zbrodnię z art. 1 § 1 wspomnianego dekretu („kto, będąc obywatelem polskim, w czasie pomiędzy 1 września 1939 a 9 maja 1945 zgłosił swoją przynależność do narodowości niemieckiej lub uprzywilejowanej przez okupanta, podlega karze więzienia do lat 10”)”.

## Ordery i odznaczenia
- Krzyż Srebrny Orderu Virtuti Militari nr 2399 – 19 lutego 1921[17][18]